# 白庙乡 (巴中市)
白庙乡，是中华人民共和国四川省巴中市巴州区下辖的一个乡镇级行政单位。

## 行政区划
白庙乡下辖以下地区：
白庙子社区、百花村、板溪村、柳林村、宝珠村、甘沟村、九重村、茅垭村、学官坪村、院坝村和照山村。